# Winning Eleven
Winning Eleven je serijal nogometnih videoigara. To je japanska verzija serijala Pro Evolution Soccer.

## Verzije

### PlayStation
- World Soccer Winning Eleven (srpanj 1995.)
- J-League Winning Eleven (srpanj 1995.)
- Winning Eleven '97 (studeni 1996.) (International Superstar Soccer Pro)
- J-League Winning Eleven 3 (1997.)
- Winning Eleven 3 (svibanj 1998.) (International Superstar Soccer Pro '98)
- Winning Eleven 3 - Finalna verzija (prosinac 1998.)
- Winning Eleven 4 (kolovoz 1999.) (ISS Pro Evolution)
- J-League Winning Eleven '98-99 (1999.)
- J-League Winning Eleven 2000 (2000.)
- Winning Eleven 2000 U-23 (veljača 2000.)
- J-League Winning Eleven 2001 (2001.)
- Winning Eleven 2002 (svibanj2002.)

### PlayStation 2
- Winning Eleven 5 (ožujak 2001.) (Pro Evolution Soccer)
- J-League Winning Eleven 5 (studeni 2001.)
- Winning Eleven 5 Final Evolution (prosinac 2001.)
- Winning Eleven 6 (travanj 2002.) (Pro Evolution Soccer 2)
- J-League Winning Eleven 6 (rujan 2002.)
- Winning Eleven 6 Final Evolution (siječanj 2003.)
- World Soccer Winning Eleven 6 International (ožujak 2003.)
- Winning Eleven 7 (listopad 2003.) (Pro Evolution Soccer 3)
- J-League Winning Eleven Tactics (prosinac 2003.)
- World Soccer Winning Eleven 7 International (veljača 2004.)
- Winning Eleven 8 (kolovoz 2004.) (Pro Evolution Soccer 4)
- J-League Winning Eleven 8 Asia Championship (studeni 2004.)
- K-League Winning Eleven 8 Asia Championship (studeni 2004.)
- World Soccer Winning Eleven 8 International (veljača 2005.)
- Winning Eleven 8 Tactics European Club Soccer (prosinac 2005.)
- Winning Eleven 8 LiveWare Evolution (ožujak 2005.)
- Winning Eleven 9 (listopad 2005.) (Pro Evolution Soccer 5)
- Winning Eleven 9 LiveWare Evolution (samo u Koreji) (veljača 2006.)
- World Soccer Winning Eleven 9 (veljača 2006.)
- J-League Winning Eleven 9 Asia Championship (studeni 2005.)
- K-League Winning Eleven 9 Asia Championship (prosinac 2005.)
- Winning Eleven 9 Bonus Pack (siječanj 2006.)
- Winning Eleven 10 (travanj 2006.) (Pro Evolution Soccer 6)
- J-League Winning Eleven 10 + Europska liga '06.-'07. (studeni 2006.)
- Winning Eleven: Pro Evolution Soccer 2007 (veljača 2007.)
- Winning Eleven 10 LiveWare Evolution (samo u Koreji) (veljača 2007.)
- Winning Eleven: Pro Evolution Soccer 2007
- Winning Eleven: Pro Evolution Soccer 2008 (Pro Evolution Soccer 2008)
- J-League Winning Eleven 2007 Club Championship (kolovoz 2007.)
- J-League Winning Eleven 2008 Club Championship (kolovoz 2008.)
- Winning Eleven 2009 (Pro Evolution Soccer 2009 u Sjevernoj Americi i Europi) (2009.)

### PlayStation 3
- World Soccer Winning Eleven 2008 (22. studenog 2007. u Japanu)
- Winning Eleven 2009 (Pro Evolution Soccer 2009 u Sjevernoj Americi i Europi) (listopad 2008.)
- Winning Eleven 2009 (Japan and Asia) (27. studenog 2008.)

### GameCube
- Winning Eleven 6 Final Version (siječanj 2003.)

### Wii
- Winning Eleven Play Maker 2008 (Japan)
- Pro Evolution Soccer 2008 (veljača 2008.)
- Winning Eleven 2009 (Pro Evolution Soccer 2009 u Sjevernoj Americi i Europi) (2009.)

### Xbox
- World Soccer Winning Eleven 8 International (veljača 2005.)
- World Soccer Winning Eleven 9 (veljača] 2008.)

### Xbox 360
- Winning Eleven X (dec/2006)
- Winning Eleven: Pro Evolution Soccer 2007  (veljača 2007.)
- Winning Eleven: Pro Evolution Soccer 2008  (proljeće 2007.)
- Winning Eleven 2009 (Pro Evolution Soccer 2009 u Sjevernoj Americi i Europi) (studeni 2008.)
- Winning Eleven 2009 (Japan i Azija) (27. studenog 2008.)

### PC
- World Soccer Winning Eleven 7 International (travanj 2004.)
- World Soccer Winning Eleven 8 International (veljača 2005.)
- Winning Eleven 9 LiveWare Evolution (samo u Koreji) (ožujak 2006.)
- World Soccer Winning Eleven 9 (travanj 2006.)
- Winning Eleven: Pro Evolution Soccer 2007 (lipanj 2007.)
- Winning Eleven: Pro Evolution Soccer 2008 (listopad 2007.)
- Winning Eleven: Pro Evolution Soccer 2009 (listopad 2008.)

### Arkadne
- Winning Eleven Arcade Game Style (2002.)
- Winning Eleven Arcade Game Style 2003 (studeni 2003.)
- Winning Eleven 2006 Arcade Championship (prosinac 2006.)

### Game Boy Advance
- Winning Eleven (travanj 2002.)
- J-League Winning Eleven Advance 2002 (listopad 2002.)

### Nintendo DS
- Winning Eleven DS (Winning Eleven Jet Black DS Lite u Japanu) (studeni 2006.)
- Winning Eleven: Pro Evolution Soccer 2007 (veljača 2007.)

### PSP
- Winning Eleven 9 Ubiquitous Evolution (rujan 2005.)
- World Soccer Winning Eleven 9 (veljača 2006.)
- Winning Eleven 10 Ubiquitous Evolution (prosinac 2006.)
- Winning Eleven: Pro Evolution Soccer 2007 (veljača 2007.)
- Winning Eleven Ubiquitous Evolution 2008 (siječanj 2008.)
- Winning Eleven 2009 (Pro Evolution Soccer 2009 u Sjevernoj Americi i Europi) (2009.)